# The Bandit of Point Loma

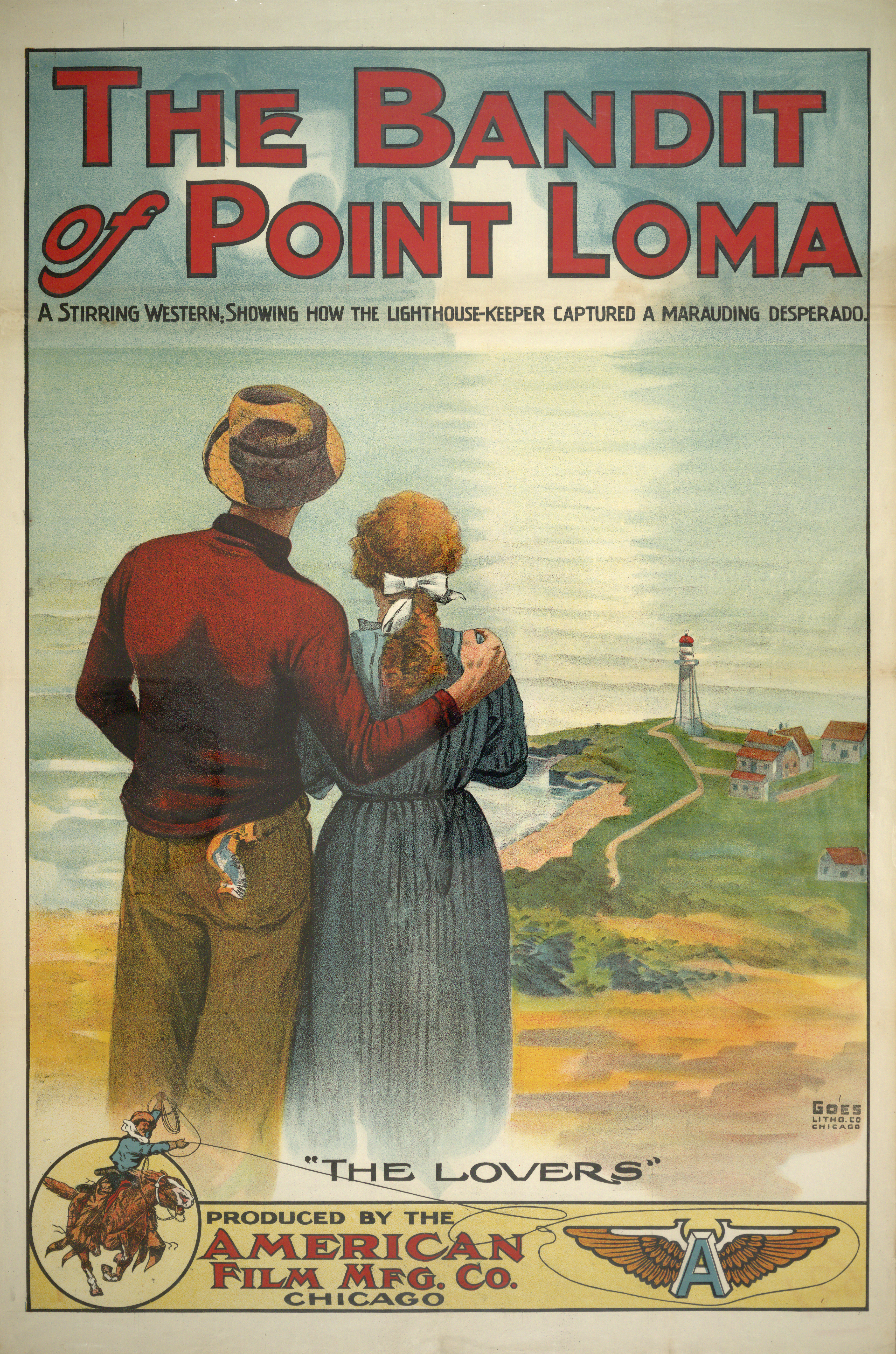
Affiche du film

The Bandit of Point Loma est un film muet américain réalisé par Allan Dwan et sorti en 1912.

## Synopsis
Un bandit échappe au shérif qui est à ses trousses. Il se réfugie au phare de Point Loma où résident le gardien de phare et sa fille...

## Fiche technique
- Réalisation : Allan Dwan
- Date de sortie : États-Unis : 22 août 1912

## Distribution
- J. Warren Kerrigan
- Jessalyn Van Trump : Jennie
- Marshall Neilan